# Neuville-Ferrières
Neuville-Ferrières är en kommun i departementet Seine-Maritime i regionen Normandie i norra Frankrike. Kommunen ligger i kantonen Neufchâtel-en-Bray som tillhör arrondissementet Dieppe. År 2022 hade Neuville-Ferrières 534 invånare.

## Befolkningsutveckling
Antalet invånare i kommunen Neuville-Ferrières
| Referens: INSEE |